# E-Podatki
E-Podatki – program rozumiany jako zespół działań organizacyjnych, legislacyjnych i informatycznych mających na celu wyposażenie administracji podatkowej w nowoczesne narzędzia zarządzania informacją. Wspierają one realizację jej ustawowych zadań poprzez zwiększenie stopnia realizacji wpływów podatkowych, podniesienie efektywności oraz poprawę jej wizerunku społecznego.
Program e-Podatki będzie wypełnieniem umowy dotyczącej realizacji projektów indywidualnych w ramach Programu Operacyjnego Innowacyjna Gospodarka 2007–2013, Priorytet VII Społeczeństwo informacyjne – Budowa elektronicznej administracji: e-Deklaracje 2, e-Podatki, e-Rejestracja zawartej w Warszawie w dniu 22 września 2008 r.
pomiędzy: Ministrem Spraw Wewnętrznych i Administracji a Ministrem Finansów. Wartość projektów wchodzących w skład programu e-Podatki została określona na około 281 milionów złotych.

## Zakresprojektówwchodzących w skład Programu obejmować będzie działania skierowane na
- Maksymalizację wielkości należnych wpływów podatkowych między innymi poprzez zmniejszenie luki podatkowej (różnicy pomiędzy należnymi wpływami podatkowymi a faktycznie uzyskanymi),
- Zmniejszenie pozapodatkowych obciążeń podatników,
- Zwiększenie stopnia dobrowolnego wypełniania obowiązków podatkowych,
- Wzrost efektywności działania administracji podatkowej między innymi poprzez zmniejszenie kosztów poboru podatków oraz konsolidację rejestrów podmiotów dla potrzeb administracji podatkowej,
- Maksymalizację stopnia orientacji na podatnika między innymi dzięki rozwojowi zróżnicowanych kanałów komunikacji z interesariuszami oraz usprawnienie prowadzenia spraw podatkowych poprzez dostęp do informacji zorientowanych na obsługę procesów podatkowych.

## Cele strategiczne Programu e-Podatki oraz obszary zmian
- Maksymalizację wielkości należnych wpływów podatkowych – podstawową funkcją administracji podatkowej jest efektywne zarządzanie systemem podatkowym w celu egzekwowania od obywateli i firm nałożonych prawem należności podatkowych;
- Maksymalizację stopnia dobrowolnego wypełniania obowiązków podatkowych – wskaźnikiem tego, czy administracja podatkowa jest skuteczna pod względem oddziaływania społecznego, edukacji, obsługi klienta i egzekwowania należności podatkowych, będzie wzrost liczby podatników składających zeznanie podatkowe dobrowolnie i poprawnie;
- Maksymalizację stopnia orientacji na podatnika – współpraca z podatnikami, która wpływa zarówno na jakość usług świadczonych przez administrację podatkową w kwestii pomocy w wypełnianiu zobowiązań podatkowych, jak i na efektywność rozwiązywania problemów podatników;
- Minimalizację pozapodatkowych obciążeń podatników – podatnicy dążą do minimalizacji kosztów podporządkowania się wymogom podatkowym. Ważne jest wdrożenie przyjaznych i efektywnych kosztowo interakcji z podatnikiem oraz większej różnorodności sposobów dostępu do usług;
- Wzrost efektywności działania administracji podatkowej – wydajna administracja będzie optymalizować wykorzystywanie dostępnych nakładów i aktywów, aby wygenerować najlepsze wyniki.